# Esmond Samuels
Esmond „Ezzie“ Samuels (* um 1922; † 9. September 2005) war ein US-amerikanischer Jazz-Saxophonist.
Samuels begann seine Musikerkarriere Anfang der 1940er-Jahre in Bigbands; um 1945 spielte er Tenorsaxophon im Orchester von Luis Russell. Später arbeitete er unter anderem mit Bud Powell, Herbie Nichols, Ruth Brown und The Ink Spots. Daneben leitete er eigene Formationen, mit denen er in Veranstaltungsorten wie dem Savoy Ballroom und dem Apollo Theater spielte. In den 1950er- und 1960er-Jahren hatte er mit seiner Ezzie Combo Engagements im New Yorker Nachtclub Baby Grand; dort trat er unter anderem mit Nipsey Russell und Big Maybelle auf. Im Bereich des Jazz war Samuels, der im September 2005 im Alter von 83 Jahren starb, zwischen 1945 und 1948 an acht Aufnahmesessions beteiligt, u. a. bei Luis Russell und Cootie Williams sowie 1948 unter eigenem Namen.